# 三遊亭歌橘 (3代目)
三代目 三遊亭 歌橘（さんゆうてい かきつ、1976年6月24日 - ）は落語協会所属の落語家、真打。本名∶恩田 龍也。出囃子は「八木節」。

## 経歴
栃木県足利市八幡町出身。出身地の足利市八幡町の同町内に書家の相田みつをが在住。祖父が友人付き合いをしていた関係で生前の相田みつをに可愛がられた（相田みつを美術館の記録）。祖母が民謡歌手の早坂光枝門下で、物心付く頃から民謡と三味線の指導を受ける。幼少期に両親が離婚。それぞれ新しい家庭を持ったため、以降、祖父母が両親代わりとなる。
中学3年生の時に三代目三遊亭圓歌に弟子入りし、卒業後、内弟子となる。前座名は「三遊亭歌いち」。1995年、葛生高等学校（現・青藍泰斗高等学校）卒業。1999年5月1日、三遊亭歌彦、春風亭栄助、古今亭志ん太、古今亭菊可と共に二ツ目昇進し、三遊亭あし歌と改名。
2008年9月21日、四代目三遊亭歌奴、古今亭菊太楼、春風亭百栄、三代目古今亭志ん丸と共に真打昇進。同時に「三代目三遊亭歌橘」を襲名。栃木県初の落語家、真打となった。

## 芸歴
- 1994年9月 - 三代目三遊亭圓歌に入門、「歌いち」を名乗る。
- 1999年5月 - 二ツ目昇進、「あし歌」と改名。
- 2008年9月 - 真打昇進、「三代目三遊亭歌橘」を襲名。

## 受賞
- 2006年6月1日 - 第7回日本橋演芸大賞
- 2007年
  - 1月27日 - 第6回さがみはら若手落語家選手権審査員特別賞
  - 2月11日 - 第4回伝統芸能祭りグランドチャンピオン大会
  - 5月6日 - 第1回落語一番勝負グランプリ新作落語部門

## 人物
趣味は温泉、釣り、大相撲、プロレス観戦、映画、読書、料理、掃除。
所属プロダクションは株式会社三遊亭圓歌事務所を経て、2011年1月1日より、株式会社共同テレビジョン（マネージメント室）に移籍する。
足利市観光大使、とちぎ未来大使、あしかが輝き大使。
愛称は「カッキー」、「かきつっち」、「落語界の美肌王子」。
同期には2代目林家木久蔵やタカアンドトシがいる。

## 逸話
修行時代は栃木（足利）弁の矯正に苦労した。本来、落語は江戸っ子が江戸っ子に聴かせるもので落語家で訛るのは御法度の習わしのため。上京した際は「足利は訛りがない」と思っていたらしく、何が訛っているのか分かるのに随分時間が掛かったという。ちゃきちゃきの江戸っ子の師匠の圓歌が、歌橘の発する言葉のイントネーションを逐一直し、内弟子時代は地元の人間と一切連絡を取らないなど、努力の結果が報われて『大工調べ』『三方一両損』『たがや』『宿屋の仇打ち』など、威勢の良い江戸っ子の啖呵が切れるまでに訛りを克服した。
2000年10月、フジテレビの福原伸治に見出されて『株式会社o-daiba.com 美少女IT戦士リアルシスターズ』のレギュラー番組を獲得するなど順風満帆であったが、内弟子修業の解放感から酒浸りとなり、仕事に穴を開けることが多々あった。周りからも再三再四の忠告を受ける。仕事を干される状態まで堕ちたが最後まで見捨てなかった師匠の圓歌に感謝し、また圓歌の弟子じゃなければ今日の自分は存在しないと述べている。仕事の無い時代は、武蔵川部屋の和歌乃山洋（山分）の付き人で食い繋いでいた縁で角界関係の友人知人が多い。和歌乃山が糖尿病のため、付き人の役目は主に酒担当だったとのことで、相撲取りを酔い潰す程の大酒豪だった。
2010年5月、10年振りに、フジテレビ系列のバラエティ番組『ペケ×ポン』で、テレビ復帰。出演の話があった時はすでに真打昇進し、高座の仕事だけで充分生活ができていたので「今更テレビに出る必要があるのだろうか?」と深刻に悩んだという。しかし、長年に渡り歌橘を見守っていた映像作家のかわなかのぶひろに「このまま落語マニアだけに評価される落語家を目指すか、それとも全国区で独演会が打てる落語家を目指すか?」と言われたことと、真打昇進時に今後の目標として掲げた「寄席芸人」だったが、その寄席の出番に恵まれなかったことも重なり、「こうなったら売れるしかない!」と番組の出演を決意した。『ペケ×ポン』のコーナー「ペケポン川柳」に出演するが、緊張からかなかなか答えられず、レギュラー扮する「川柳四天王」に馬鹿にされている。さらに、童顔であることから「かきつっち」「小4」と呼ばれ、絶対正解しないから安心という意味で「小4保険」と揶揄される。挙句の果てには、歌橘がいない時でも川柳・なぞかけで答えられない人のことを「かきつ」と呼ぶようになり、答えられない人の代名詞になってしまった。その後、初正解した際には思わず泣いてしまい、共演者の石坂浩二も思わず感動した。しかし、解答権が回って来ない時に「分かった」と言い続けたため、レギュラーから「嘘だろ」と疑われ、分かっていないのに分かったとハッタリをかます人のことも「かきつ」と呼ばれるようになった。また、タカアンドトシのタカとの悪口の言い合いも定番となっている。『ペケ×ポン』のポンコツっぷりから「落語家の評判を落とす行為」と周りから厳しい意見が出ているが、毒蝮三太夫は「現在、なかなか落語家がマスメディアに出られない環境の中、二世の落語家じゃない、いち叩き上げの落語家がゴールデンに進出した事を評価するべき」と、エールを送っている。
『ペケ×ポン』出演を機に、スケジュールが多忙となり、それまで所属していた師匠の事務所「三遊亭圓歌プロダクション」は、実質、圓歌夫妻が電話の受け取りをしていて、師匠の三代目圓歌より「なんで俺（師匠）が弟子のスケジュールを管理しなきゃならねんだ、さっさと他所へ行け！」と追い出される形で退所。しばらくフリーで活動していたが、『ペケ×ポン」のプロデューサーから「事務所は入った方がいい」と言われ、とりあえず、フジテレビ系列の共同テレビジョン預かりとなる。共同テレビジョンはアナウンサーのマネジメントのみだったが、歌橘の所属を機に新たにタレント部門の創設（マネージメント室）となった。当時の社長だった山田良明の退任と同時に、マネージメント室の閉鎖、その後、歌橘も退所している。
2015年8月、小学校1年生の時に蒸発した母親と数十年ぶりの再会を果たした一ヶ月後、母親はステージAの子宮頸がんで倒れる。余命三ヶ月と宣告されて、その一年半後に死去。身寄りのない母親を最期まで看取った。また母親が息を引き取った日は自身の独演会で、どこまでも子供に大迷惑を掛ける母親だと語っている。保険未加入だった母親の治療費を捻出するために方々で800万近い借金をし、返済のために自身の家賃から電気ガス水道、税金の支払いまで滞納するぐらい生活は困窮し、何度も死のうと思ったという。その苦しみの中で聴いた落語の登場人物の生き様に助けられて、自分も苦労している人の心を助けられる落語家を目指そうと目標を持つことができた。母親の死を機に、ミニマリストになった。理由は物に溢れた母親の住んでいたアパートを片付けていて、人間は死んだら何一つ持っていけないと悟ったとのこと。
グラビアアイドルの手島優は中学校の後輩で、お互いの祖父母同士が友人関係。

### カリフォルニア・ツアー
- 『RAKUGO IN CALIFORNIA '2007』
2007年6月、カリフォルニア州在住の日系一世のユアサ・アキラが三遊亭圓歌の大ファンで『圓歌』で、インターネット検索していたところ弟子の歌橘（当時、二ツ目のあし歌）のホームページに辿り着いて、メールのやりとりを行う。「死ぬ前に、もう一度生の落語が聴きたい」の言葉を受けて、自費で単身渡米。また、自身が芸の壁にぶつかって悩んでいたことも関係した。
当初、一カ所だけの予定が噂を聞き付けた日系人コミュニティから、コンタクトが殺到し、サンフランシスコ、シリコンバレー、サンタクララ、サクラメント、サンディエゴ、ロサンゼルス、サンタモニカの各都市全30か所の公演となった。親方日の丸の力を借りずに座布団と緋毛氈持参で単身米国に乗り込んだ姿が、在米日系人たちの若き日の姿と重なり、現地のメディアで大々的に取り上げられた。[7][8][9]。
- 『三遊亭歌橘独演会 in CALIFORNIA』
2010年5月、各都市の日系人コミュニティが会費を集めて真打昇進した『歌橘を呼ぶ会』を立ち上げた。予算が出ることで、ゲストに津軽三味線漫談太田家元九郎を同行。全15公演を行う。ロサンゼルスの新聞に「ゆくゆくは語学留学したい」と話している[10]。

## 出演番組・作品

### テレビ
出典：
- NHK-BS：三遊亭圓歌一門特選会

- NHK：手話ニュース「相田みつを心の詩」※レギュラー

- 日本テレビ：踊る！さんま御殿‼︎

- 日本テレビ：ダウンタウンのガキの使いやあらへんで！！

- テレビ東京：7 スタ Bratch!「噺家さんと歩く秘密の浅草散策」

- フジテレビ：ペケ × ポン ※レギュラー

- フジテレビ：デマポリス - 嘘を広めた犯人を逮捕せよ！ -

- Dlife (BSデジタル放送) ：先取り情報バラエティ「ジャパカル」♯14

- 千葉テレビ：最近どう？みんなタクシー乗ってる？ vol.07

- とちぎテレビ：週刊とちぎ元気通信

- とちぎテレビ：満喫！とちぎ日和 ※準レギュラー

- とちぎテレビ：知っトク！なるとちっ（2016.04.10 - 2019.03.10）※MCレギュラー

### ドラマ
- 株式会社o-daiba.com 美少女IT戦士リアルシスターズ（2001年、フジテレビ） - レギュラー
- 如月姉妹の幽霊屋敷（2001年、フジテレビ） - レギュラー
- 極悪がんぼ#7

### 映画
- デコトラの鷲 其の弐/会津・喜多方・人情街道!（2004年）

### ラジオ
出典：
- TBSラジオ：大沢悠里のゆうゆうワイド 2011.12.09
- 文化放送：大竹まことゴールデンラジオ
- 文化放送：吉田照美ソコダイジナトコ2012.05.08
- 文化放送：くにまるジャパン極
- ラジオ日本：真夜中の ハーリー ＆ レイス 2015.08.18
- 栃木放送：ラジっちゃう?（2012.04.20 ‐ 2014.03.31）※レギュラー毎週月曜パーソナリティー
- エフエム東京：シンクロのシティ
- Fm yokohama：Sunset Breeze 2018.01.07
- NACK5：GOGOMONZ
- RADIO BERRY：B☆BOX
- RADIO BERRY：RBZ
- ラジオ成田：三遊亭歌橘の牛はモウ、馬はヒヒンを持ち歩く⁉︎（2019.09.03 - 12.03）
- FM TARO：トビダセ！歌橘の穴‼︎（2018.04.15 - 2019.03.28）
- FM TARO：SANYUTEI KAKITSU RADIO SHOW‼︎（2019.04.07 - 2020.03.29）
- FM TARO：トビダセ！歌橘の穴‼︎ リターンズ（2020.04.08 -2024.03.31）
- FM DAMONO：三遊亭歌橘のワンダフルラジオ（2024.06.03 -現在）[13]

### 連載
- 松尾部（松尾スズキ webmagazine） 悪しからずな日々（2002.09.09 - 2002.12.08

- 月刊 JADA ニュース ♯386 私の提言「笑売人の心得」（2012.03.20

- COMPANY43（freepaper） Diary of the Kacky（2011.03.11 ‐ 2017.01.31

- COMPANY43（freepaper） 歌橘が行く！ interviewer（2011.08.10 ‐ 2014.04.10

- COMPANY43（freepaper） ASHIKAGAN GRAFFITI（2017.03.31 - 2018.07.31

- 週刊プレイボール旭天鵬インタビュー（2014.11.09：

- 週刊プレイボーイ逸ノ城インタビュー（2015.01.10：

- 週刊プレイボーイ通が教える相撲部屋"ちゃんこ"の秘密（2015.03.15：

### interview
- 月刊大相撲：大相撲にエールをわれら応援団
- 東京新聞：笑劇人
- 日刊ゲンダイ：今週のご推笑（2009.12.25